# Distretto di Mueang Surin
Il distretto di Mueang Surin (in thailandese: เมืองสุรินทร์) è un distretto (amphoe) della Thailandia, situato nella provincia di Surin, della quale è il capoluogo.